# Біньолс-і-алс-Аркс
Біньо́лс-і-алс-Аркс (кат. Vinyols i els Arcs, вимова літературною каталанською [bi'ɲołs i əł'zaɾks]) — муніципалітет, розташований в Автономній області Каталонія, в Іспанії. Код муніципалітету за номенклатурою Інституту статистики Каталонії — 431785. Знаходиться у районі (кумарці) Баш-Камп (коди району — 08 та BC) провінції Таррагона, згідно з новою адміністративною реформою перебуватиме у складі баґарії (округи) Камп-да-Таррагона.

## Населення
Населення міста (у 2007 р.) становить 1.594 особи (з них менше 14 років — 14,9 %, від 15 до 64 — 69,6 %, понад 65 років — 15,5 %). У 2006 р. народжуваність склала 11 осіб, смертність — 13 осіб, зареєстровано 8 шлюбів. У 2001 р. активне населення становило 637 осіб, з них безробітних — 58 осіб.
Серед осіб, які проживали на території міста у 2001 р., 894 народилися в Каталонії (з них 588 осіб у тому самому районі, або кумарці), 278 осіб приїхало з інших областей Іспанії, а 92 особи приїхали з-за кордону.
Вищу освіту має 13,1 % усього населення.
У 2001 р. нараховувалося 463 домогосподарства (з них 26,8 % складалися з однієї особи, 25,9 % з двох осіб,16,6 % з 3 осіб, 20,7 % з 4 осіб, 8 % з 5 осіб, 1,3 % з 6 осіб, 0,6 % з 7 осіб, 0 % з 8 осіб і 0 % з 9 і більше осіб).
Активне населення міста у 2001 р. працювало у таких сферах діяльності: у сільському господарстві — 16,4 %, у промисловості — 12,1 %, на будівництві — 13,6 % і у сфері обслуговування — 57,9 %.
У муніципалітеті або у власному районі (кумарці) працює 436 осіб, поза районом — 339 осіб.

### Безробіття
У 2007 р. нараховувалося 32 безробітних (у 2006 р. — 41 безробітний), з них чоловіки становили 59,4 %, а жінки — 40,6 %.

## Економіка

### Підприємства міста

#### Промислові підприємства
| \| Промислові підприємства міста, за сферою діяльності \| Промислові підприємства міста, за сферою діяльності \| Промислові підприємства міста, за сферою діяльності \| \| Рік \| 2002 р. \| 2001 р. \| \| --------------------------------------------------- \| --------------------------------------------------- \| --------------------------------------------------- \| \| Енергетичні та водні ресурси \| 0 % \| 0 % \| \| Хімія та метали \| 7,1 % \| 6,7 % \| \| Переробка металів \| 42,9 % \| 40 % \| \| Продукти харчування \| 21,4 % \| 40 % \| \| Текстиль \| 0 % \| 0 % \| \| Виробництво меблів, видання \| 28,6 % \| 13,3 % \| \| Інше \| 0 % \| 0 % \| \| Усього підприємств \| 14 \| 15 \| |         |         |
| Промислові підприємства міста, за сферою діяльності |         |         |
| Рік | 2002 р. | 2001 р. |
| Енергетичні та водні ресурси | 0 %     | 0 %     |
| Хімія та метали | 7,1 %   | 6,7 %   |
| Переробка металів | 42,9 %  | 40 %    |
| Продукти харчування | 21,4 %  | 40 %    |
| Текстиль | 0 %     | 0 %     |
| Виробництво меблів, видання | 28,6 %  | 13,3 %  |
| Інше | 0 %     | 0 %     |
| Усього підприємств | 14      | 15      |

#### Роздрібна торгівля
| \| Підприємства роздрібної торгівлі міста, за сферою діяльності \| Підприємства роздрібної торгівлі міста, за сферою діяльності \| Підприємства роздрібної торгівлі міста, за сферою діяльності \| \| Рік \| 2002 р. \| 2001 р. \| \| ------------------------------------------------------------ \| ------------------------------------------------------------ \| ------------------------------------------------------------ \| \| Продукти харчування \| 50 % \| 55 % \| \| Одяг та взуття \| 0 % \| 0 % \| \| Товари для дому \| 5 % \| 5 % \| \| Книги та періодичні видання \| 0 % \| 0 % \| \| Промислова хімічна продукція \| 10 % \| 10 % \| \| Продукція, пов'язана з транспортними засобами \| 15 % \| 15 % \| \| Інше \| 20 % \| 15 % \| \| Усього підприємств \| 20 \| 20 \| |         |         |
| Підприємства роздрібної торгівлі міста, за сферою діяльності |         |         |
| Рік | 2002 р. | 2001 р. |
| Продукти харчування | 50 %    | 55 %    |
| Одяг та взуття | 0 %     | 0 %     |
| Товари для дому | 5 %     | 5 %     |
| Книги та періодичні видання | 0 %     | 0 %     |
| Промислова хімічна продукція | 10 %    | 10 %    |
| Продукція, пов'язана з транспортними засобами | 15 %    | 15 %    |
| Інше | 20 %    | 15 %    |
| Усього підприємств | 20      | 20      |

#### Сфера послуг
| \| Підприємства міста, що працюють у сфері послуг, за діяльністю \| Підприємства міста, що працюють у сфері послуг, за діяльністю \| Підприємства міста, що працюють у сфері послуг, за діяльністю \| \| Рік \| 2002 р. \| 2001 р. \| \| ------------------------------------------------------------- \| ------------------------------------------------------------- \| ------------------------------------------------------------- \| \| Гуртова торгівля \| 17,4 % \| 20 % \| \| Готелі та готельний бізнес \| 15,9 % \| 14,3 % \| \| Транспорт та зв'язок \| 24,6 % \| 24,3 % \| \| Посередницькі фінансові послуги \| 1,4 % \| 1,4 % \| \| Послуги підприємствам \| 5,8 % \| 7,1 % \| \| Послуги фізичним особам \| 30,4 % \| 22,9 % \| \| Нерухомість та ін. \| 4,3 % \| 10 % \| \| Усього підприємств \| 69 \| 70 \| |         |         |
| Підприємства міста, що працюють у сфері послуг, за діяльністю |         |         |
| Рік | 2002 р. | 2001 р. |
| Гуртова торгівля | 17,4 %  | 20 %    |
| Готелі та готельний бізнес | 15,9 %  | 14,3 %  |
| Транспорт та зв'язок | 24,6 %  | 24,3 %  |
| Посередницькі фінансові послуги | 1,4 %   | 1,4 %   |
| Послуги підприємствам | 5,8 %   | 7,1 %   |
| Послуги фізичним особам | 30,4 %  | 22,9 %  |
| Нерухомість та ін. | 4,3 %   | 10 %    |
| Усього підприємств | 69      | 70      |

## Житловий фонд
У 2001 р. 8,6 % усіх родин (домогосподарств) мали житло метражем до 59 м², 29,8 % — від 60 до 89 м², 38,4 % — від 90 до 119 м² і
23,1 % — понад 120 м².
З усіх будівель у 2001 р. 14 % було одноповерховими, 40,4 % — двоповерховими, 38,1 % — триповерховими, 2,3 % — чотириповерховими, 2,6 % — п'ятиповерховими, 0,6 % — шестиповерховими,
2 % — семиповерховими, 0 % — з вісьмома та більше поверхами.

## Автопарк
| \| Автомобілі, зареєстровані у місті, за призначенням \| Автомобілі, зареєстровані у місті, за призначенням \| Автомобілі, зареєстровані у місті, за призначенням \| \| Рік \| 2006 р. \| 2005 р. \| \| -------------------------------------------------- \| -------------------------------------------------- \| -------------------------------------------------- \| \| Приватні автомобілі \| 54,2 % \| 55,5 % \| \| Мотоцикли \| 9,9 % \| 9,2 % \| \| Вантажівки \| 26,4 % \| 26,3 % \| \| Трактори \| 3,3 % \| 3,2 % \| \| Автобуси та ін. \| 6,2 % \| 5,9 % \| \| Усього автомобілів \| 1.763 шт. \| 1.645 шт. \| |           |           |
| Автомобілі, зареєстровані у місті, за призначенням |           |           |
| Рік | 2006 р.   | 2005 р.   |
| Приватні автомобілі | 54,2 %    | 55,5 %    |
| Мотоцикли | 9,9 %     | 9,2 %     |
| Вантажівки | 26,4 %    | 26,3 %    |
| Трактори | 3,3 %     | 3,2 %     |
| Автобуси та ін. | 6,2 %     | 5,9 %     |
| Усього автомобілів | 1.763 шт. | 1.645 шт. |

## Вживання каталанської мови
У 2001 р. каталанську мову у місті розуміли 96,3 % усього населення (у 1996 р. — 98,7 %), вміли говорити нею 80,2 % (у 1996 р. — 86,5 %), вміли читати 80,7 % (у 1996 р. — 81,9 %), вміли писати 52,9 % (у 1996 р. — 54,3 %). Не розуміли каталанської мови 3,7 %.

## Політичні уподобання
У виборах до Парламенту Каталонії у 2006 р. взяло участь 670 осіб (у 2003 р. — 705 осіб). Голоси за політичні сили розподілилися таким чином:
| \| Вибори до Парламенту Каталонії \| Вибори до Парламенту Каталонії \| Вибори до Парламенту Каталонії \| \| Рік \| 2006 р. \| 2003 р. \| \| -------------------------------------- \| ------------------------------ \| ------------------------------ \| \| Конвергенція та Єднання (CiU) \| 41,9 % \| 42,4 % \| \| Соціалістична партія Каталонії (PSC) \| 17,2 % \| 18,6 % \| \| Народна партія (PP) \| 11,6 % \| 12,2 % \| \| Ініціатива за Каталонію — Зелені (ICV) \| 6 % \| 3,8 % \| \| Республіканська лівиця Каталонії (ERC) \| 19 % \| 22,1 % \| \| Громадяни — Громадянська партія (C's) \| 2,1 % \| 0 % \| \| Інші \| 2,2 % \| 0,9 % \| |         |         |
| Вибори до Парламенту Каталонії |         |         |
| Рік | 2006 р. | 2003 р. |
| Конвергенція та Єднання (CiU) | 41,9 %  | 42,4 %  |
| Соціалістична партія Каталонії (PSC) | 17,2 %  | 18,6 %  |
| Народна партія (PP) | 11,6 %  | 12,2 %  |
| Ініціатива за Каталонію — Зелені (ICV) | 6 %     | 3,8 %   |
| Республіканська лівиця Каталонії (ERC) | 19 %    | 22,1 %  |
| Громадяни — Громадянська партія (C's) | 2,1 %   | 0 %     |
| Інші | 2,2 %   | 0,9 %   |

У муніципальних виборах у 2007 р. взяло участь 823 особи (у 2003 р. — 771 особа). Голоси за політичні сили розподілилися таким чином:
| \| Муніципальні вибори \| Муніципальні вибори \| Муніципальні вибори \| \| Рік \| 2007 р. \| 2003 р. \| \| -------------------------------------- \| ------------------- \| ------------------- \| \| Конвергенція та Єднання (CiU) \| 53,6 % \| 60,3 % \| \| Соціалістична партія Каталонії (PSC) \| 13,7 % \| 0 % \| \| Народна партія (PP) \| 4 % \| 7,1 % \| \| Ініціатива за Каталонію — Зелені (ICV) \| 0 % \| 0 % \| \| Республіканська лівиця Каталонії (ERC) \| 24,9 % \| 32,6 % \| \| Громадяни — Громадянська партія (C's) \| 0 % \| 0 % \| \| Інші \| 3,8 % \| 0 % \| |         |         |
| Муніципальні вибори |         |         |
| Рік | 2007 р. | 2003 р. |
| Конвергенція та Єднання (CiU) | 53,6 %  | 60,3 %  |
| Соціалістична партія Каталонії (PSC) | 13,7 %  | 0 %     |
| Народна партія (PP) | 4 %     | 7,1 %   |
| Ініціатива за Каталонію — Зелені (ICV) | 0 %     | 0 %     |
| Республіканська лівиця Каталонії (ERC) | 24,9 %  | 32,6 %  |
| Громадяни — Громадянська партія (C's) | 0 %     | 0 %     |
| Інші | 3,8 %   | 0 %     |